# Antarcticonema inaequalis
Antarcticonema inaequalis is een rondwormensoort uit de familie van de Meyliidae. De wetenschappelijke naam van de soort is voor het eerst geldig gepubliceerd in 1983 door Decraemer W..